# 利沃夫-桑多梅日攻勢
利沃夫—桑多梅日攻勢是蘇聯紅軍為了消滅在烏克蘭及波蘭東部的德意志國防軍而發動的進攻，行動在1944年7月中進行，在為期1個月之戰鬥中，蘇軍達成了目標，利沃夫—桑多梅日攻勢在歷史上經常被同時期之巴格拉基昂行動的成功和德國中央集團軍的崩潰所掩蓋。

## 巴格拉基昂行動
1944年6月初由陸軍元帥瓦爾特·莫德爾指揮的德國北烏克蘭集團軍已經被推回至第聶伯河西岸及堅持在烏克蘭西北角，史達林命令要完全解放烏克蘭，因此蘇聯最高統帥部籌劃行動計劃，最後變成利沃夫-桑多梅日行動，當時行動被稱為利沃夫-普熱梅希爾行動，行動之目標是由伊萬·科涅夫指揮的烏克蘭第一方面軍攻佔利沃夫及消滅仍在烏克蘭的德軍。
同時間蘇聯最高統帥部亦制訂了更大規模的巴格拉基昂行動以配合科湼夫的進攻，巴格拉基昂行動之目標是攻佔白俄羅斯，將德軍壓迫往波蘭東部，巴格拉基昂行動在1944年6月22日發起，剛好是德軍入侵蘇聯的巴巴羅薩行動實施3週年紀念的日子。該行動將已被削弱及士氣低落的德國中央集團軍崩潰，進攻較預計的更加成功，史達林渴望地將中央集團軍擊退至維斯瓦河，如果這樣，巴格拉基昂行動將令整個中央集團軍全面崩潰及毀滅。

## 防守力量
同時莫德爾的北烏克蘭集團軍司令位置已由陸軍上將约瑟夫·哈尔佩替代，哈尔佩的部隊包括兩個裝甲軍團由陸軍上將哥特哈德·海因里希指揮的第1裝甲軍團及由瓦爾騰奈寧裝甲兵上將指揮的第4裝甲軍團，配屬於第1裝甲軍團的有匈牙利第1軍團，哈尔佩的部隊總共只有420輛坦克、三號突擊炮及其它裝甲車輛，其集團軍總共有兵員大約370,000人，但是匈牙利的部隊不被德意志國防軍陸軍總司令部信任（因此只被配屬於第1裝甲軍團內），唯一可靠的是擁有700架飛機的德國空軍第4航空隊包括擁有豐富作戰經驗單位的德國空軍第8航空軍，但是由於指揮上的束縛，哈尔佩在沒有更多溝通渠道下不能直接控制德國空軍單位，這是納粹官僚政治的結果。
由科涅夫指揮的蘇軍在人數上超越德軍，烏克蘭第一方面軍共有兵員超過120萬人、2,050輛坦克、16,000門火炮及迫擊砲，蘇聯空軍亦有超過3,250架飛機提供支援，除此之外科涅夫的部隊之士氣亦非常高昂，他們已進攻了接近1年，見證了在北面的中央集團軍的崩潰，蘇軍的進攻有兩個矛頭：第一由蘇軍第3親衛軍團、第1親衛坦克軍團及第13軍團向拉瓦俄羅斯；第二由蘇軍第60軍團、第38軍團、第3親衛坦克軍團及第4坦克軍團指向利沃夫，蘇軍的優勢是在只有26公里的戰線內對德軍形成密集優勢，科涅夫在每公里戰線上部署了240門火炮及迫擊砲。

## 進攻開始

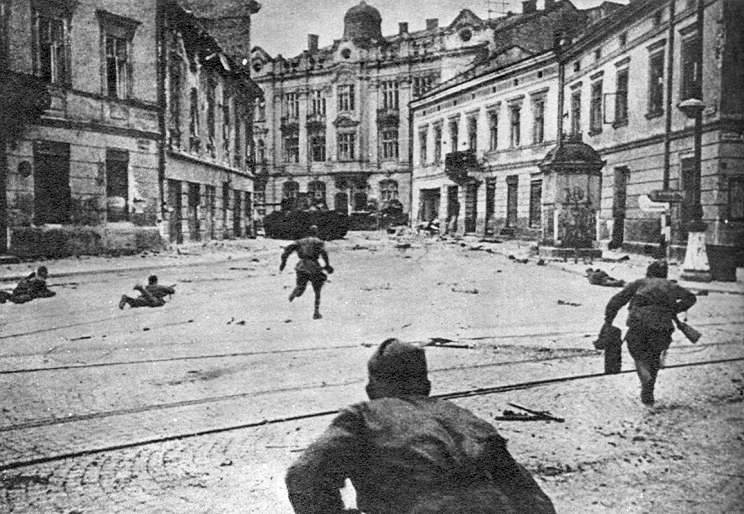
攻佔了利沃夫的蘇軍士兵

1944年7月13日在北面對拉瓦俄羅斯的進攻開始，蘇軍輕易的經戈罗霍夫推進，德國守軍：已被削弱的第42軍利用猛烈的後衛戰逐步後撤，傍晚時蘇軍第13軍突入德軍防線20公里，蘇軍又在第13軍之北翼進行突破。
翌日在德國第13軍南面的布罗德，為攻佔利沃夫的進攻展開，蘇軍在南面的進攻令德國第13軍非常危險的陷入一個突出部內，而北翼對拉瓦俄羅斯的進攻正開始分叉，數個蘇軍第13軍團的單位向南推進及意圖包圍德國第13軍。
北翼之蘇軍遭遇到已被削弱的德軍第291及第340步兵師，但它們很快的被消滅，7月15日奈寧上將意識到其第4裝甲軍團已遇到危難，命令後備的兩個師：德軍第16及第17裝甲師發動反攻以阻止蘇軍在北面的進攻，兩個師總共才有43輛裝甲車，雖然盡了最大努力，反攻卻陷入泥沼，蘇軍強大的兵力將迫使第16及第17裝甲師加入其他步兵部隊一同撤退，科涅夫命令巴拉洛夫機動集團向突破口推進以擴大戰果，該集團在強大的空軍支援下快速推進，3天後攻佔比爾及格溫及在布格河西岸建立橋頭堡，從而切斷了德國第3裝甲軍的通訊及退路。

## 包圍布罗德
在南面蘇軍的主要攻擊目標是第1及第4裝甲軍團的接合部，但在7月14日被德軍一個叫C營級步兵師擊退，蘇軍因而將進攻矛頭轉向南面，在猛烈的炮火攻擊及轟炸支援下，攻擊已經被削弱的第349及第357步兵師，第349步兵師在攻擊下立即崩潰，殘餘被迫立即潰逃，由於C營級及第357步兵師的行動，蘇軍的突破口只要3公里—4公里闊，雖然如此蘇軍繼續向佐洛喬夫及Sasiv推進，成楔形隊形在德國第13軍及隔鄰的第48裝甲軍之間突進。
德軍兩個軍的炮火開始充滿在狹窄的突出部內，德軍第1、第8裝甲師及武裝親衛隊第14加利西亞武裝擲彈師聯合發動反攻，當第1裝甲師及第14加利西亞武裝擲彈師進展良多時，第8裝甲師卻出現一些錯誤以致進入第3裝甲軍的區域內，因而後路被第48裝甲軍及第1裝甲師切斷，因而不再參與餘下之進攻，雖然最初有一些進展，但在轟炸機在戰區內投下了17,200枚炸彈下蘇軍能阻止了德軍的進攻，缺少了第8裝甲師下德軍的進攻，第8裝甲師的指揮官遺漏了一些長細微的指令，嘗試帶領他的部隊包圍蘇軍，相反的該師被吸引在高速公路上及因蘇軍攻擊機之攻擊而付出大量死傷，雖然如此，南面之攻擊緩慢下來。
7月16日科涅夫命令第3親衛坦克軍團司令帕維爾·里巴爾科陸軍中將向南推進，這表示該軍團將通過狹窄的突出部而要面對德軍的炮火及猛烈反攻，第3親衛坦克軍團接受任務及蘇軍之進攻恢復，德國第3裝甲軍意識到需要撤退以避免被包圍，命令全軍向歐根親王防線退卻，這是一條在1944年6月修築了但沒有人防守的防線，蘇軍猛烈的進攻在局部地區突破了防線，第14加利西亞武裝擲彈師開始行動以收復防線，他們取得了一些成功消滅了一個單位的約瑟夫·史達林重型坦克阻止了敵人的進一步突破，雖然有下屬不斷的警告，第3裝甲軍司令阿爾夫·侯菲中將沒有命令作進一步撤退，令其4個師留在布羅克突出部面對威脅。
7月18日蘇軍新的進攻突破了南翼，這天稍晚時分，蘇軍之矛頭接近了布斯克，從而完成了包圍，為數45,000人的第3裝甲軍被圍困布罗德附近，同時在北烏克蘭集團軍的防線上打開了一個200公里的缺口。

## 目標重新訂定
對於被包圍在布罗德的德軍沒有得到任何援助，雖然已被削弱的德國第48裝甲軍及第24裝甲軍不斷發起反攻，蘇軍包圍網不斷收緊，在蘇軍不斷的進攻下，哈尔佩命令撤退及放棄已被圍困的第3裝甲軍，在面對不斷的炮火轟擊及空中轟炸下，被圍部隊不斷嘗試突圍，但都被蘇軍裝甲部隊逐回及德軍付出了巨大死傷，7月22日蘇軍的進攻將包圍圈一分為二，到晚上所有抵抗均被清除，一些生還者分成小股單位及嘗試突圍，只有很少人到達軸心國的戰線，其中包括武裝親衛隊第14加利西亞武裝擲彈師中的2,000名自願者，在該戰役前，該師有兵員15,000人，科涅夫在戰役中獲得了意想不到的成功，哈尔佩的集團軍正在後退，第4裝甲軍團撤退到維斯瓦河，而第1裝甲軍團聯同匈牙利第1軍團退往喀爾巴阡山脈一帶。
利沃夫城区在7月26日被攻佔，該城很輕易的被蘇軍收復，德軍被趕出北烏克蘭，由於看到此次成功，蘇聯最高統帥部在7月28日發出新的命令，科涅夫的部隊在進攻中要渡過維斯瓦河及攻佔被納粹佔領的波蘭南部城市桑多梅日。

## 重新進攻
蘇軍在7月29日重新進攻，科涅夫的矛頭很快到達維斯瓦斯河及在巴拉努夫附近建立了一個很強大的橋頭堡，德軍在桑多梅日附近發動反攻以阻止蘇軍橋頭堡擴展，8月初哈尔佩從德國南烏克蘭集團軍獲得增援，共5個師，包括1個裝甲師，它們立即在桑多梅日附近展開行動，之後另外5個德軍師、3個匈牙利師、6個突擊炮旅及第501虎式重型坦克營（配備虎II坦克）也歸哈尔佩指揮。
德軍之後發動更猛烈的反攻以阻止蘇軍渡過維斯瓦河，以河東岸的米列茨及塔爾諾布熱格，這些進攻令蘇軍付出很大代價，到8月中科涅夫的矛頭第6親衛坦克軍只剩下67輛坦克，德軍由第501虎式重型坦克營及第16裝甲師發起反擊，德軍坦克總數共140輛，包括20輛虎II坦克，雖然在數量上處於劣勢，第6親衛坦克軍仍堅守了橋頭堡及擊毀了10輛虎II坦克，8月16日德軍的反攻開始失去動力，及橋頭堡的指揮官里巴爾科將橋頭堡範圍擴大至120公里及攻佔桑多梅日，到這時雙方均筋疲力盡，戰事沉寂下來及蘇軍的進攻被澈底完成。